# Sex drive-in
Một sex drive-in hoặc sex box là một nhà gara ô tô (hoặc một địa điểm tương tự được che chắn) được thiết kế để cho hoạt động mại dâm diễn ra bằng ô tô, và có thể được tìm thấy ở một số quốc gia tại châu Âu. Thông thường, các cơ sở này được chính quyền địa phương tạo ra để kiểm soát nơi mại dâm xảy ra và cung cấp độ an toàn cao hơn.

## Lịch sử
Khái niệm này bắt đầu ở Hà Lan, nơi các cơ sở tương tự được gọi là afwerkplek (đồng nghĩa với "một nơi để hoàn thành công việc"; hay cụ thể hơn, "một khu vực được bảo vệ, do chính quyền cung cấp, nơi các gái mại dâm cung cấp dịch vụ"), và lần đầu tiên được sử dụng ở Utrecht từ năm 1986. Sau đó, ý tưởng này được áp dụng tại Đức (Verrichtungsbox trong tiếng Đức, có nghĩa gần giống như "hộp hiệu quả" nhưng mang ý nghĩa tầm thường và nhàm chán), trong đó mô hình Utrecht được sử dụng lần đầu tại Cologne vào năm 2001. Ở đó, một khu vực rào cản cỡ sân bóng, trước đây là khu vực công nghiệp (thường là loại khu vực không có cư dân phản đối vị trí), với cổng vào, camera an ninh và nút bấm cảnh báo trong mỗi chuồng.
Thông thường, các cơ sở được thiết kế sao cho người lái không thể ra khỏi xe sau khi rút vào cấu trúc, nhưng gái mại dâm có thể. Năm 2008, chiều rộng thiết kế này đã được báo cáo là một vấn đề ở sex drive-in ở Utrecht do kích thước ngày càng lớn của xe thể thao đa dụng (SUV) và xe sang đã khiến cho việc khớp ô tô vào các vị trí trở nên khó khăn.

## Mở rộng đến Thụy Sĩ
Năm 2013, cơ sở đầu tiên tại Thụy Sĩ mở cửa tại Zurich. Ngoài việc đảm bảo an ninh, các chuồng được trang bị nút bấm cảnh báo. Các cử tri Zurich đã chấp thuận xây dựng cơ sở này trong một cuộc trưng cầu dân ý vào tháng 3 năm 2012. Do nhiều khiếu nại về mại dâm công cộng ảnh hưởng đến cư dân, Zurich đã bắt đầu xem xét dự án này từ năm 2010 và đã tham quan các cơ sở khác nhau bao gồm ở Cologne và Essen, và các báo cáo tin tức Thụy Sĩ đã đề cập đến khái niệm này là sex-boxen (các hộp tình dục).